# Zapateira (La Coruña)
Zapateira (en gallego y oficialmente, A Zapateira) es una localidad situada en el sur de la parroquia de Elviña, en el ayuntamiento de La Coruña, en los límites de los ayuntamientos  de Culleredo y Arteijo. Su población es de 2076 habitantes. 

## Naturaleza
En la zona occidental del núcleo, se sitúa una pequeña cuesta no tan pronunciada llamado Campo Aberto, es un campo bello de zonas de matorral y bosques aislados y frondosos, para poder estar conectados en la naturaleza. Aparte de eso, el Campo Aberto esta lleno de antiguas tumbas megalíticas. Está repleto de túmulos por la zona, y este era parte de la necrópolis de Zapateira que se extendía por los alrededores del núcleo, hasta que el avance urbano y también la construcción del golf apareció. Ciertos túmulos fueron arrasados. Solos los del Campo Aberto siguen intactos y abandonados a su suerte. 
Desde la urbanización de Ultreya, se puede ver vistas de todo el concejo de La Coruña, incluso poder verse la Torre de Hércules, y si es de noche, se puede ver la luz del faro.

## Personajes famosos
Freddie Highmore, actor protagonista de la serie "The Good Doctor" fue nombrado Hijo Adoptivo de Zapateira por el Alcalde de La Coruña durante la emisión en directo del programa #LateMotiv526 debido a que para animar a la Selección española de fútbol en un bar, durante varios días, dijo que su abuela era de la localidad.